# ФК Спартак Суботица
ФК Спартак Суботица (или, из спонзорских разлога, ФК Спартак Ждрепчева Крв) је српски фудбалски клуб из Суботице. Тренутно се такмичи у Суперлиги Србије.
Од 2008. до 2013. због спонзорских разлога је носио име Спартак Златибор вода.

## Историја
Клуб је основан 21. априла 1945. године. Име је добио по Јовану Микићу Спартаку, члану атлетске репрезентације, државном рекордеру у троскоку и петобоју. Погинуо октобра 1944, приликом ослобађања Суботице, као командант Суботичког партизанског одреда. Спартак је настао на темељима предратног клуба ЖАК (Железничарски Атлетски Клуб), који је основан 1921. године. ЖАК је био учесник државног првенства Краљевине Југославије у сезони 1936. Нови клуб је наследио већину ЖАК-ових играча, стадион и клупске боје, као и традиционалну подршку Железнице.
Прво име му је било Фискултурни омладински клуб Јован Микић Спартак, а када се 1947. године фузионисао са Фискултурним друштвом Раднички преименован је у Радничко фискултурно друштво Јован Микић Спартак. Данашњи назив је усвојен 1952.
У спортском друштву је поред фудбалске било још 15 секција: атлетика, бокс, одбојка, рукомет, рвање, стони тенис, тенис, бициклизам, дизање тегова, кошарка, хокеј на леду, пливање, ватерполо и шах, у којима је било око 1600 чланова. То је у првим годинама после Другог светског рата, било је једно од најбољих спортских друштава у Војводини и Србији.
ФК Спартак се такмичио у војвођанској, Другој и Првој лиги Југославије. Године 1946. је у две утакмице квалификација савладао Војводину и постао учесник Првог клупског првенства Југославије 1946/47 у којем је заузео солидно 6. место. Од тада стално гравитира између Прве и Друге лиге. До краја 50-их био је стандардан прволигаш, да би током 60-их и 70-их углавном наступао у Другој лиги (прво у источној, а затим северној групи) на кратко се вративши у Прву лигу сезоне 1972/73., али је и два пута био принуђен да игра и у Војвођанској лиги, трећем рангу такмичења (1975. и 1978). Осамдесетих година клуб се стабилизује у Другој лиги Запад. Године 1982, завршио је такмичење са истим бројем бодова као и првак Динамо из Винковаца али му је због лошије гол-разлике измакао повратак у елиту. Крајем 80-их поново се враћа у Прву лигу и у њој остаје до распада СФРЈ. Свеукупно, Спартак је од 1946. до 1992. провео 16 сезона у највишем рангу.
Највеће успехе клуб је постигао у Купу Југославије пласирајући се два пута у финале: 1961/62. када је изгубио од ОФК Београда са 4 : 1 и 1993/94. од Партизана 3 : 2 и 6 : 1.
Од распада СФРЈ до 2000. године играли су у најбољем рангу такмичења, са изузетком сезоне 1995/96. коју су провели у Другој А лиги после испадања од Младости из Бачког Јарка у баражу за опстанак. Од 2000. до 2002. године су играли у Другој лиги - Север, а у Српској лиги - Север су играли до 2004. године. Од тада до 2007. године су играли у Другој лиги, а сезоне 2007/08 су играли у Српској лиги - Север. Поново су се вратили у други ранг иако су били тек шести, захваљујући спајању са ФК Златибор Водом из Хоргоша. Годину дана касније су се вратили у Суперлигу. Већ прве сезоне освојили су 4. место и изборили пласман у квалификације за Лигу Европе. Од сезоне 2013/14. у имену клуба више не стоји име спонзора - Златибор вода.

## Новији резултати
| Сезона   | Ранг | Лига                  | Позиција | ИГ | Д  | Н  | П  | ГД | ГП | ГР  | Бод     | Куп                  |
| -------- | ---- | --------------------- | -------- | -- | -- | -- | -- | -- | -- | --- | ------- | -------------------- |
| 2006/07. | 2    | Прва лига Србије      | 19.      | 38 | 6  | 8  | 24 | 35 | 64 | -29 | 26      | Шеснаестина финала   |
| 2007/08. | 3    | Српска лига Војводина | 1.       | 30 | 25 | 4  | 1  | 74 | 16 | +58 | 79      | Претколо             |
| 2008/09. | 2    | Прва лига Србије      | 4.       | 34 | 17 | 9  | 8  | 46 | 27 | +19 | 60      | Није се квалификовао |
| 2009/10. | 1    | Суперлига Србије      | 4.       | 30 | 14 | 7  | 9  | 34 | 27 | +7  | 49      | Четвртфинале         |
| 2010/11. | 1    | Суперлига Србије      | 5.       | 30 | 11 | 10 | 9  | 34 | 27 | +7  | 43      | Четвртфинале         |
| 2011/12. | 1    | Суперлига Србије      | 7.       | 30 | 11 | 10 | 9  | 31 | 31 | 0   | 43      | Четвртфинале         |
| 2012/13. | 1    | Суперлига Србије      | 9.       | 30 | 9  | 9  | 12 | 36 | 39 | -3  | 36      | Четвртфинале         |
| 2013/14. | 1    | Суперлига Србије      | 10.      | 30 | 8  | 10 | 12 | 24 | 37 | -13 | 34      | Полуфинале           |
| 2014/15. | 1    | Суперлига Србије      | 11.      | 30 | 9  | 7  | 14 | 23 | 33 | -10 | 34      | Четвртфинале         |
| 2015/16. | 1    | Суперлига Србије      | 10.      | 37 | 11 | 11 | 15 | 37 | 42 | -5  | 29 (42) | Полуфинале           |
| 2016/17. | 1    | Суперлига Србије      | 10.      | 37 | 14 | 9  | 14 | 47 | 55 | -8  | 32 (51) | Осмина финала        |
| 2017/18. | 1    | Суперлига Србије      | 4.       | 37 | 18 | 7  | 12 | 62 | 49 | +13 | 37 (61) | Осмина финала        |
| 2018/19. | 1    | Суперлига Србије      | 10.      | 37 | 12 | 10 | 15 | 41 | 49 | -8  | 27 (46) | Четвртфинале         |
| 2019/20. | 1    | Суперлига Србије      | 7.       | 30 | 14 | 4  | 12 | 46 | 48 | -2  | 46      | Осмина финала        |
| 2020/21. | 1    | Суперлига Србије      | 10.      | 38 | 15 | 7  | 16 | 54 | 53 | +1  | 52      | Четвртфинале         |
| 2021/22. | 1    | Суперлига Србије      | 12.      | 37 | 12 | 8  | 17 | 45 | 60 | -15 | 44      | Шеснаестина финала   |
| 2022/23. | 1    | Суперлига Србије      | 10.      | 37 | 9  | 12 | 16 | 38 | 49 | -11 | 39      | Осмина финала        |
| 2023/24. | 1    | Суперлига Србије      | 10.      | 37 | 13 | 8  | 16 | 36 | 47 | -11 | 47      | Шеснаестина финала   |
| 2024/25. | 1    | Суперлига Србије      | 12.      | 37 | 11 | 11 | 15 | 35 | 51 | -16 | 44      | Осмина финала        |
| 2025/26. | 1    | Суперлига Србије      | —        | —  | —  | —  | —  | —  | —  | —   | —       | —                    |

## ФК Спартак Ждрепчева крв у европским такмичењима
| Сезона   | Такмичење        | Коло        | Држава        | Клуб                  | Дом. терен | Гос. терен | Укупно               |
| -------- | ---------------- | ----------- | ------------- | --------------------- | ---------- | ---------- | -------------------- |
| 1987.    | Митропа куп      | Полуфинале  | Италија       | Асколи                | 0:2        | 0:2        | 4. од укупно 4 места |
| 1987.    | Митропа куп      | За 3. место | Мађарска      | Вашаш                 | 0:3        | 0:3        | 4. од укупно 4 места |
| 2010/11. | УЕФА Лига Европе | 2. коло кв. | Луксембург    | Диферданж             | 2:0        | 3:3        | 5:3                  |
| 2010/11. | УЕФА Лига Европе | 3. коло кв. | Украјина      | Дњепар Дњепропетровск | 2:1        | 0:2        | 2:3                  |
| 2018/19. | УЕФА Лига Европе | 1. коло кв. | Северна Ирска | Колрејн               | 1:1        | 2:0        | 3:1                  |
| 2018/19. | УЕФА Лига Европе | 2. коло кв. | Чешка         | Спарта Праг           | 2:0        | 1:2        | 3:2                  |
| 2018/19. | УЕФА Лига Европе | 3. коло кв. | Данска        | Брондби               | 0:2        | 1:2        | 1:4                  |

## Навијачи
Спартакови навијачи, знани као Маринци су основани 1989. Надимак сам је дат од стране њиховог навијачког вође. Пре тога надимак навијача је био Плави Голубови.

## Тренутни састав тима
Од 21. августа 2024. године.
| Бр. |                    | Позиција | Играч                   |
| --- | ------------------ | -------- | ----------------------- |
| 1   | Србија             | Г        | Александар Вулић        |
| 2   | Бразил             | С        | Кајке Луис Переира      |
| 3   | Србија             | О        | Владимир Виторовић      |
| 4   | Србија             | О        | Михаило Богићевић       |
| 5   | Србија             | О        | Дејан Керкез            |
| 6   | Нигерија           | С        | Франсис Ебука Нвокеабиа |
| 7   | Србија             | С        | Вељко Јоцић             |
| 9   | Колумбија          | Н        | Хосе Мулато             |
| 10  | Србија             | Н        | Лука Бијеловић          |
| 11  | Северна Македонија | С        | Андреј Тодороски        |
| 12  | Србија             | Г        | Марин Дулић             |
| 14  | Србија             | Н        | Војо Убипарип           |
| 15  | Србија             | О        | Немања Ћаласан          |
| 16  | Србија             | О        | Данијел Коларић         |
| 17  | Гана               | С        | Кваку Бонсу Осеи        |
| 18  | Србија             | О        | Давид Дунђерски         |

| Бр. |           | Позиција | Играч             |
| --- | --------- | -------- | ----------------- |
| 19  | Нигерија  | Н        | Колинс Атуле      |
| 20  | Србија    | С        | Милош Мијић       |
| 21  | Србија    | С        | Илија Бабић       |
| 22  | Србија    | С        | Јован Лукић       |
| 23  | Црна Гора | Г        | Димитрије Минић   |
| 24  | Србија    | О        | Марко Керкез      |
| 25  | Србија    | С        | Срђан Шћепановић  |
| 26  | Србија    | О        | Владимир Пријовић |
| 27  | Бразил    | С        | Лео Антонио       |
| 28  | Србија    | С        | Милан Десница     |
| 30  | Србија    | О        | Лука Пеић Тукуљац |
| 44  | Србија    | О        | Марко Мијаиловић  |
| 49  | Србија    | О        | Немања Крсмановић |
| 70  | Србија    | С        | Стефан Томовић    |
| 77  | Србија    | О        | Никола Пушкар     |

## Познати бивши играчи
| - Милош Цетина - Милорад Ђукановић - Милош Глончак - Ристо Ивковић - Лајош Јаковетић - Гојко Јањић - Душан Маравић - Драган Мирановић - Зоран Кунтић - Данило Мандић - Иван Будановић - Јосип Дулић - Слободан Кустудић - Ранко Лешков - Тихомир Огњанов - Бела Палфи - Антал Пухалак - Радомир Савић - Звонко Рашић - Антун Рудински - Димитрије Стефановић - Јожеф Такач - Јосип Тапишка - Томислав Таушан - Миле Врга - Звонко Ћирић - Слободан Шујица - Миодраг Костић - Немања Видић - Никола Жигић | - Мирко Стокић - Золтан Кујунџић - Дејан Рончевић - Игор Поповић - Владимир Веселинов - Небојша Ћоровић - Бранко Шћепановић - Горан Маринковић - Бранимир Алексић - Видак Братић - Александар Ковачевић - Дарко Пушкарић - Дарко Лазић - Предраг Мијић - Стефан Милошевић - Ђорђе Деспотовић - Никола Баста - Александар Носковић - Милош Џугурдић - Владимир Торбица - Војо Убипарип - Слободан Новаковић - Владимир Оташевић - Срђан Плавшић - Ђорђе Ивановић - Немања Милић - Горан Адамовић - Борко Веселиновић | - Никола Попара - Марко Адамовић - Саво Павићевић - Миле Савковић - Милан Пуровић - Огњен Мудрински - Синиша Стевановић - Немања Николић - Стефан Илић - Будимир Јаношевић - Владимир Јововић - Огњен Ђуричин - Александар Кесић - Бојан Чечарић - Стефан Хајдин - Немања Ћаласан - Александар Радовановић - Нобору Шимура - Марко Мирић - Никола Стијаковић - Миле Урошевић - Бранко Вучковић - Никола Мирковић - Иван Огњанов - Горан Антонић - Даниел Фаркаш - Стеван Витковић - Бранимир Јочић - Давид Дунђерски - Владан Савић - Никола Срећковић - Алекса Ђурасовић |

## Стадион
Градски стадион у Суботици је стадион са више намена. Тренутно се користи највише за фудбалски мечеве и то је домаћи терен ФК Спартака. Стадион тренутни има капацитет за око 13.000 гледалаца, раније је могао да прими око 28.000. Постоји фудбалски и атлетски терен. Један део терена је покривен. И постоје 2 помоћна терена.
Стадион је тренутно у веома лошем стању јер годинама у њега није улагано, па је нпр. Спартак своје утакмице у европским такмичењима у сезони 2010/11. морао да игра у другом граду јер градски стадион у Суботици не испуњава услове за играње УЕФА такмичења.